# 岡山都市圏
岡山都市圏（おかやまとしけん）とは、岡山県南部の岡山平野を中心に広がる都市圏。狭義には岡山市を中心とし倉敷圏を含まないが、広義では倉敷市など岡山県南部の広い範囲を含む。

## 概要
1988年の瀬戸大橋開通、および、1990年代初頭にかけての山陽自動車道整備・供用開始によって、岡山市の拠点性が向上し、岡山都市圏は拡大していった。また、1990年前後には、瀬戸大橋や山陽道と接続する一般道の国道2号・岡山バイパスなども整備・供用開始され、岡山および倉敷の両都市圏は相互の往来が容易になり、双子都市圏として「岡山・倉敷都市圏」、または、一体的な都市圏として「岡山都市圏」と言われることが多くなった。2000年国勢調査では倉敷市から岡山市への通勤率が10%を越えたため都市雇用圏においても岡山市を中心市とした1つの都市圏である「岡山都市圏」として定義されるようになった。「岡山県南広域都市圏」、「岡山県南都市圏」などの呼び方もある。
平成大合併以前においても岡山市と倉敷市合わせて優に100万人を超す人口を擁していたため、合併すれば政令指定都市化は容易であったが、両市の合併は昭和期に一度失敗した経緯もあり（→岡山県南政令指定都市構想も参照）、岡山市は倉敷市を除く周辺町村との合併で政令市を目指した。この背景には岡山・倉敷を分かつ市民意識の問題がある。すなわち、岡山・倉敷は同じ岡山県に属し、隣接するとはいえ、かつての旧国制では備前（岡山）・備中（倉敷）に分かれ、歴史はもちろんのこと文化・方言など風土にも依然違いが見られる。岡山市はその後、2005年（平成17年）3月22日、隣接する御津郡御津町・児島郡灘崎町の2町を編入、2007年（平成19年）1月22日、隣接する御津郡建部町・赤磐郡瀬戸町の2町を編入し、2009年（平成21年）4月1日に政令指定都市に移行した。
県南西部の井笠地方(井原市・笠岡市)は歴史的地理的な背景から生活圏や文化は広島県東部と一体的であり広島県福山市を中心とする福山都市圏を構成している。この地域は岡山県南部にありながら岡山都市圏として扱われることはない。
域内総生産は2010年時点で約5兆5390億円とされる。
岡山都市圏・備後都市圏・高松都市圏などを主要都市圏とする経済地域については「東瀬戸経済圏」を参照。

## 定義
一般的な定義の詳細は都市圏を参照。

### 都市雇用圏

岡山都市圏（都市雇用圏）の範囲。藍色は中心都市。

2015年国勢調査の基準では岡山市や倉敷市など13の市町で構成され、2015年の人口は1,526,503人である。
1980年頃、岡山と倉敷の両都市圏の他、備前市や玉野市などが各都市圏に所属しない形で存在していた。その後、交通インフラや社会の変化に伴って、都市や都市圏の枠組みも変化してきた。1995年国勢調査まで、倉敷市を中心とした倉敷都市圏は独立した都市圏として統計が取られていたが、2000年国勢調査より倉敷市から岡山市への通勤率が10%を超えたため、倉敷都市圏と合一した岡山都市圏は地域が拡大し、統計上人口が激増した形となっており、広島都市圏の人口を上回った。地域は10%通勤圏と重なる部分が多い。（定義は「都市雇用圏」を参照）
通勤率が最も高い自治体は赤磐市の36.1%であり、以下は通勤率上位5つの自治体である（2015年国勢調査）。
| 順位 | 自治体   | 通勤率 |
| ---- | -------- | ------ |
| 1    | 赤磐市   | 36.1%  |
| 2    | 早島町   | 33.5%  |
| 3    | 瀬戸内市 | 32.4%  |
| 4    | 玉野市   | 22.3%  |
| 5    | 和気町   | 18.7%  |

都市雇用圏（10% 通勤圏）の変遷
- 10% 通勤圏に入っていない自治体は、各統計年の欄で灰色かつ「-」で示す。

| 自治体 ('80 - '00) | 1980年                 | 1990年                 | 1995年                 | 2000年                  | 2005年                  | 2010年                  | 2015年                  | 自治体 （現在） | ナンバー |
| ------------------ | ---------------------- | ---------------------- | ---------------------- | ----------------------- | ----------------------- | ----------------------- | ----------------------- | --------------- | -------- |
| 久米南町           | 岡山 都市圏            | 津山 都市圏            | 津山 都市圏            | 津山 都市圏             | 津山 都市圏             | 津山 都市圏             | 岡山 都市圏 152万6503人 | 久米南町        | 岡山     |
| 加茂川町           | -                      | -                      | -                      | -                       | -                       | 岡山 都市圏 153万1410人 | 岡山 都市圏 152万6503人 | 吉備中央町      | 岡山     |
| 賀陽町             | -                      | -                      | -                      | -                       | -                       | 岡山 都市圏 153万1410人 | 岡山 都市圏 152万6503人 | 吉備中央町      | 岡山     |
| 吉井町             | -                      | -                      | -                      | -                       | 岡山 都市圏 150万3556人 | 岡山 都市圏 153万1410人 | 岡山 都市圏 152万6503人 | 赤磐市          | 岡山     |
| 山陽町             | 岡山 都市圏            | 岡山 都市圏            | 岡山 都市圏 94万0208人 | 岡山 都市圏 148万4066人 | 岡山 都市圏 150万3556人 | 岡山 都市圏 153万1410人 | 岡山 都市圏 152万6503人 | 赤磐市          | 岡山     |
| 熊山町             | 岡山 都市圏            | 岡山 都市圏            | 岡山 都市圏 94万0208人 | 岡山 都市圏 148万4066人 | 岡山 都市圏 150万3556人 | 岡山 都市圏 153万1410人 | 岡山 都市圏 152万6503人 | 赤磐市          | 岡山     |
| 赤坂町             | 岡山 都市圏            | 岡山 都市圏            | 岡山 都市圏 94万0208人 | 岡山 都市圏 148万4066人 | 岡山 都市圏 150万3556人 | 岡山 都市圏 153万1410人 | 岡山 都市圏 152万6503人 | 赤磐市          | 岡山     |
| 佐伯町             | 岡山 都市圏            | -                      | 岡山 都市圏 94万0208人 | 岡山 都市圏 148万4066人 | 岡山 都市圏 150万3556人 | 岡山 都市圏 153万1410人 | 岡山 都市圏 152万6503人 | 和気町          | 岡山     |
| 和気町             | 岡山 都市圏            | 岡山 都市圏 91万0707人 | 岡山 都市圏 94万0208人 | 岡山 都市圏 148万4066人 | 岡山 都市圏 150万3556人 | 岡山 都市圏 153万1410人 | 岡山 都市圏 152万6503人 | 和気町          | 岡山     |
| 備前市             | -                      | 岡山 都市圏 91万0707人 | 岡山 都市圏 94万0208人 | 岡山 都市圏 148万4066人 | 岡山 都市圏 150万3556人 | 岡山 都市圏 153万1410人 | 岡山 都市圏 152万6503人 | 備前市          | 岡山     |
| 日生町             | -                      | 岡山 都市圏 91万0707人 | 岡山 都市圏 94万0208人 | 岡山 都市圏 148万4066人 | 岡山 都市圏 150万3556人 | 岡山 都市圏 153万1410人 | 岡山 都市圏 152万6503人 | 備前市          | 岡山     |
| 吉永町             | 岡山 都市圏 75万0188人 | 岡山 都市圏 91万0707人 | 岡山 都市圏 94万0208人 | 岡山 都市圏 148万4066人 | 岡山 都市圏 150万3556人 | 岡山 都市圏 153万1410人 | 岡山 都市圏 152万6503人 | 備前市          | 岡山     |
| 邑久町             | 岡山 都市圏 75万0188人 | 岡山 都市圏 91万0707人 | 岡山 都市圏 94万0208人 | 岡山 都市圏 148万4066人 | 岡山 都市圏 150万3556人 | 岡山 都市圏 153万1410人 | 岡山 都市圏 152万6503人 | 瀬戸内市        | 岡山     |
| 牛窓町             | 岡山 都市圏 75万0188人 | 岡山 都市圏 91万0707人 | 岡山 都市圏 94万0208人 | 岡山 都市圏 148万4066人 | 岡山 都市圏 150万3556人 | 岡山 都市圏 153万1410人 | 岡山 都市圏 152万6503人 | 瀬戸内市        | 岡山     |
| 長船町             | 岡山 都市圏 75万0188人 | 岡山 都市圏 91万0707人 | 岡山 都市圏 94万0208人 | 岡山 都市圏 148万4066人 | 岡山 都市圏 150万3556人 | 岡山 都市圏 153万1410人 | 岡山 都市圏 152万6503人 | 瀬戸内市        | 岡山     |
| 岡山市             | 岡山 都市圏 75万0188人 | 岡山 都市圏 91万0707人 | 岡山 都市圏 94万0208人 | 岡山 都市圏 148万4066人 | 岡山 都市圏 150万3556人 | 岡山 都市圏 153万1410人 | 岡山 都市圏 152万6503人 | 岡山市          | 岡山     |
| 御津町             | 岡山 都市圏 75万0188人 | 岡山 都市圏 91万0707人 | 岡山 都市圏 94万0208人 | 岡山 都市圏 148万4066人 | 岡山 都市圏 150万3556人 | 岡山 都市圏 153万1410人 | 岡山 都市圏 152万6503人 | 岡山市          | 岡山     |
| 灘崎町             | 岡山 都市圏 75万0188人 | 岡山 都市圏 91万0707人 | 岡山 都市圏 94万0208人 | 岡山 都市圏 148万4066人 | 岡山 都市圏 150万3556人 | 岡山 都市圏 153万1410人 | 岡山 都市圏 152万6503人 | 岡山市          | 岡山     |
| 建部町             | 岡山 都市圏 75万0188人 | 岡山 都市圏 91万0707人 | 岡山 都市圏 94万0208人 | 岡山 都市圏 148万4066人 | 岡山 都市圏 150万3556人 | 岡山 都市圏 153万1410人 | 岡山 都市圏 152万6503人 | 岡山市          | 岡山     |
| 瀬戸町             | 岡山 都市圏 75万0188人 | 岡山 都市圏 91万0707人 | 岡山 都市圏 94万0208人 | 岡山 都市圏 148万4066人 | 岡山 都市圏 150万3556人 | 岡山 都市圏 153万1410人 | 岡山 都市圏 152万6503人 | 岡山市          | 岡山     |
| 早島町             | 岡山 都市圏 75万0188人 | 岡山 都市圏 91万0707人 | 岡山 都市圏 94万0208人 | 岡山 都市圏 148万4066人 | 岡山 都市圏 150万3556人 | 岡山 都市圏 153万1410人 | 岡山 都市圏 152万6503人 | 早島町          | 岡山     |
| 玉野市             | 玉野 都市圏 7万7803人  | 岡山 都市圏 91万0707人 | 岡山 都市圏 94万0208人 | 岡山 都市圏 148万4066人 | 岡山 都市圏 150万3556人 | 岡山 都市圏 153万1410人 | 岡山 都市圏 152万6503人 | 玉野市          | 岡山     |
| 総社市             | 岡山 都市圏            | 岡山 都市圏 91万0707人 | 岡山 都市圏 94万0208人 | 岡山 都市圏 148万4066人 | 岡山 都市圏 150万3556人 | 岡山 都市圏 153万1410人 | 岡山 都市圏 152万6503人 | 総社市          | 岡山     |
| 清音村             | 倉敷 都市圏 49万7677人 | 倉敷 都市圏 51万0475人 | 倉敷 都市圏 51万7672人 | 岡山 都市圏 148万4066人 | 岡山 都市圏 150万3556人 | 岡山 都市圏 153万1410人 | 岡山 都市圏 152万6503人 | 総社市          | 岡山     |
| 山手村             | 倉敷 都市圏 49万7677人 | 倉敷 都市圏 51万0475人 | 倉敷 都市圏 51万7672人 | 岡山 都市圏 148万4066人 | 岡山 都市圏 150万3556人 | 岡山 都市圏 153万1410人 | 岡山 都市圏 152万6503人 | 総社市          | 岡山     |
| 倉敷市             | 倉敷 都市圏 49万7677人 | 倉敷 都市圏 51万0475人 | 倉敷 都市圏 51万7672人 | 岡山 都市圏 148万4066人 | 岡山 都市圏 150万3556人 | 岡山 都市圏 153万1410人 | 岡山 都市圏 152万6503人 | 倉敷市          | 倉敷     |
| 船穂町             | 倉敷 都市圏 49万7677人 | 倉敷 都市圏 51万0475人 | 倉敷 都市圏 51万7672人 | 岡山 都市圏 148万4066人 | 岡山 都市圏 150万3556人 | 岡山 都市圏 153万1410人 | 岡山 都市圏 152万6503人 | 倉敷市          | 倉敷     |
| 真備町             | 倉敷 都市圏 49万7677人 | 倉敷 都市圏 51万0475人 | 倉敷 都市圏 51万7672人 | 岡山 都市圏 148万4066人 | 岡山 都市圏 150万3556人 | 岡山 都市圏 153万1410人 | 岡山 都市圏 152万6503人 | 倉敷市          | 倉敷     |
| 金光町             | 倉敷 都市圏 49万7677人 | 倉敷 都市圏 51万0475人 | 倉敷 都市圏 51万7672人 | 岡山 都市圏 148万4066人 | 岡山 都市圏 150万3556人 | 岡山 都市圏 153万1410人 | 岡山 都市圏 152万6503人 | 浅口市          | 倉敷     |
| 鴨方町             | 倉敷 都市圏 49万7677人 | 倉敷 都市圏 51万0475人 | 倉敷 都市圏 51万7672人 | 岡山 都市圏 148万4066人 | 岡山 都市圏 150万3556人 | 岡山 都市圏 153万1410人 | 岡山 都市圏 152万6503人 | 浅口市          | 倉敷     |
| 寄島町             | 倉敷 都市圏 49万7677人 | 倉敷 都市圏 51万0475人 | 倉敷 都市圏 51万7672人 | 岡山 都市圏 148万4066人 | 岡山 都市圏 150万3556人 | 岡山 都市圏 153万1410人 | 岡山 都市圏 152万6503人 | 浅口市          | 倉敷     |
| 矢掛町             | 倉敷 都市圏 49万7677人 | 倉敷 都市圏 51万0475人 | 倉敷 都市圏 51万7672人 | 岡山 都市圏 148万4066人 | 岡山 都市圏 150万3556人 | 岡山 都市圏 153万1410人 | 岡山 都市圏 152万6503人 | 矢掛町          | 倉敷     |
| 里庄町             | 福山 都市圏 51万7514人 | 福山 都市圏 53万4641人 | 福山 都市圏 72万9472人 | 岡山 都市圏 148万4066人 | 福山 都市圏 73万1960人  | 福山 都市圏 61万2988人  | 福山 都市圏 75万3528人  | 里庄町          | 倉敷     |
| 笠岡市             | 福山 都市圏 51万7514人 | 福山 都市圏 53万4641人 | 福山 都市圏 72万9472人 | 福山 都市圏 71万5334人  | 福山 都市圏 73万1960人  | 福山 都市圏 61万2988人  | 福山 都市圏 75万3528人  | 笠岡市          | 倉敷     |
| 井原市             | 福山 都市圏 51万7514人 | 福山 都市圏 53万4641人 | 福山 都市圏 72万9472人 | 福山 都市圏 71万5334人  | 福山 都市圏 73万1960人  | 福山 都市圏 61万2988人  | 福山 都市圏 75万3528人  | 井原市          | 倉敷     |

### 1.5% 都市圏（通勤・通学圏）
総務省統計局の国勢調査の統計表で用いる地域区分（→都市圏 (総務省)）。15歳以上常住人口の 1.5% 以上が岡山市に通勤通学している市町村を含める圏域。2009年の政令指定都市移行に伴い、2010年の調査より「大都市圏」に昇格した。
人口は1,639,414人（2015年国勢調査）。中国地方では広島都市圏に次ぐ規模である。
- 岡山市への通勤・通学人口（平成12年、22年）（地図）

| 年     | 人口 （人） | 面積 (km2) | 人口密度 (人/km2) |
| ------ | ----------- | ---------- | ----------------- |
| 1975年 | 1,361,063   | 3,001      | 454               |
| 1980年 | 1,502,173   | 3,219      | 467               |
| 1985年 | 1,485,318   | 3,099      | 479               |
| 1990年 | 1,565,837   | 3,303      | 474               |
| 1995年 | 1,598,775   | 3,303      | 484               |
| 2000年 | 1,612,756   | 3,351      | 481               |
| 2005年 | 1,646,757   | 3,637      | 453               |
| 2010年 | 1,647,892   | 3,637      | 453               |
| 2015年 | 1,639,414   | 3,637      | 446               |
| 2020年 | 1,622,629   | 3,637      | 446               |

### 国土交通省
都市間の距離が20km以内であり、人口10万人以上で昼夜間人口比率が1以上である、岡山市と倉敷市を核都市として都市圏を設定する。2都市への通勤通学者が全通勤通学者の5%以上または500人以上の市町村を範囲とする。（→都市圏 (国土交通省)）

### 連携中枢都市圏
総務省の制度に基づき、岡山市と倉敷市は連携中枢都市宣言を行った。
- 岡山連携中枢都市圏[8] - 岡山市、津山市、玉野市、総社市、備前市、瀬戸内市、赤磐市、真庭市、和気町、早島町、久米南町、美咲町、吉備中央町
- 高梁川流域圏[9] - 倉敷市、新見市、高梁市、総社市、早島町、矢掛町、井原市、浅口市、里庄町、笠岡市

## 比較対象の都市圏
都市雇用圏において人口が同規模（2/3倍～3/2倍程度）
- 仙台都市圏
- 広島都市圏
- 北九州都市圏
- 浜松都市圏
- 新潟都市圏
- 熊本都市圏
- 宇都宮都市圏
- 静岡都市圏

都市圏 (総務省)において人口が同規模（2/3倍～3/2倍程度）
- 仙台大都市圏
- 広島大都市圏
- 熊本都市圏
- 新潟大都市圏
- 鹿児島都市圏